# Полтавка (Омська область)
Полтавка — селище міського типу Омській області Росії. Адміністративний центр Полтавського району та Полтавського міського поселення.
Засноване в 1895 році.

## Фізико-географічна характеристика
Селище розташоване в межах Ішимської  рівнини, що є частиною Західно-Сибірської рівнини, на висоті 120 метрів над рівнем моря. Територія слабо дренована, річки в околицях селища відсутні, однак у межах населеного пункту знаходиться декілька невеликих озер округлої форми. Найбільше з них — озеро Полтавське. Полтавка знаходиться в 150 км на південний захід від обласного центру міста Омськ, в 74 км на південь від найближчого міста Ісилькуль.
Клімат
Клімат різко континентальний, із значними перепадами температур між кліматичними сезонами, так і навіть протягом доби (згідно класифікації кліматів Кеппена — вологий континентальний з теплим літом (індекс Dfb)). Багаторічна норма опадів — 360 мм Найбільша кількість опадів випадає в липні — 63 мм, найменше у березні — 12 мм. Середньорічна температура позитивна і становить +1,6 °С, середня температура липня +19,8 °С, січня -17,2 °С.

## Історія
Місце, де заснована Полтавка, довгий час вважалося непридатним для землеробства внаслідок відсутності великих водойм. З середини XIX століття територія стала використовуватися киргизьким населенням, яке займалося кочовим скотарством, а в 1869 році була включена до складу Миколаївської киргизької волості Омського повіту Акмолинської області.
У 1892 році ця земельна ділянка була досліджена, визнана придатною для ведення сільського господарства та запропонована переселенцям. У 1895 році переселенцями з Полтавської і Чернігівської губерній було засноване село, яке й отримало назву Полтавка. Село швидко зростало: вже до 1908 році в Полтавці з'явилися церква, школа, пошта, лікарня. Тоді ж село стало волосним центром, виділившись із складу Борисівської волості.
Районний центр — з 1925 року. За відомостями 1926 року, у селі розміщувалися школа I ступеня, бібліотека, хата-читальня, агрономічний пункт, ветеринарний пункт, лікарський пункт, лавка товариства споживачів, поштове агентство. У роки колективізації утворений колгосп «Нове поле», що згодом носив ім'я К. Е. Ворошилова, пізніше перейменований в «Заповіти Ілліча», а з 1961 року перетворений в радгосп «Полтавський». У Полтавка знаходилася садиба МТС, інкубаторно-птахівнича станція і плодорозсадник. У 1930-ті рр. в будинки жителів прийшли радіо, електрика, у райцентрі з'явилися кіно, клуб, бібліотека. У 1970-1980-ті роки Полтавку пов'язує з обласним центром асфальтована дорога, побудовані високовольтна ЛЕП і 200-кілометровий водовід від Іртиша, що вирішив проблему питної води.
З 1986 року — селище міського типу.

## Населення
Динаміка чисельності населення за роками:
| 1926 | 1939 | 1959 | 1970 | 1979 |
| ---- | ---- | ---- | ---- | ---- |
| 1692 | 2886 | 4826 | 5144 | 6389 |

## Відомі жителі і уродженці
- Бєляєв Юрій Вікторович (* 1947) — радянський і російський актор театру і кіно.
- Руденко Павло Зіновійович